# بنیامین منسا
بنیامین منسا (انگلیسی: Benjamin Mensah؛ زادهٔ ۳۰ دسامبر ۲۰۰۲) بازیکن فوتبال است.
از باشگاه‌هایی که در آن بازی کرده‌است می‌توان به باشگاه فوتبال پیتربورو یونایتد اشاره کرد.